# ماری رامبرت
ماری رامبرت (انگلیسی: Marie Rambert; ۲۰ فوریهٔ ۱۸۸۸ – ۱۲ ژوئن ۱۹۸۲) رقصنده و مربی باله بریتانیایی است که به عنوان بنیان‌گذار بالهٔ ملی انگلستان شناخته می‌شود. او یکی از تأثیرگذارترین شخصیت‌ها در دنیای بالهٔ کلاسیک بود و در معرفی و توسعه بالهٔ مدرن در بریتانیا نقش بسیار مهمی ایفا کرد.
از فیلم‌ها یا برنامه‌های تلویزیونی که وی در آن نقش داشته است می‌توان به کفشهای قرمز اشاره کرد.
وی همچنین برندهٔ جوایزی همچون بانوی فرمانده نشان امپراتوری بریتانیا شده است.

## اوایل زندگی و آموزش
ماری رامبرت در پاریس، فرانسه به دنیا آمد و در جوانی به باله علاقه‌مند شد. او در آکادمی باله و مدرسه باله ایتالیایی تحصیل کرد و تحت آموزش استادانی برجسته قرار گرفت. در سال‌های اولیه زندگی حرفه‌ای خود، او در گروه‌های مختلف باله در اروپا اجرا می‌کرد.

## دوران حرفه‌ای
ماری رامبرت در دهه ۱۹۲۰ به بریتانیا مهاجرت کرد و گروه باله‌ای به نام بالهٔ رامبرت را تأسیس کرد. او این گروه را تبدیل به یکی از برجسته‌ترین و نوآورترین گروه‌های باله در جهان کرد و سبک‌های مختلف بالهٔ مدرن را در آن معرفی نمود. رامبرت همچنین به عنوان مربی برجسته باله، نسل جدیدی از رقاصان حرفه‌ای را پرورش داد و آثار زیادی در دنیای باله خلق کرد.

## موفقیت‌ها و افتخارات
- بنیان‌گذار بالهٔ ملی انگلستان
- تأسیس گروه بالهٔ رامبرت که به یکی از معتبرترین گروه‌های باله تبدیل شد
- تربیت نسل جدیدی از رقاصان برجسته در دنیای باله
- شناخته‌شدن به عنوان یکی از پیشگامان باله مدرن در بریتانیا

## سال‌های پایانی و میراث
ماری رامبرت در سال ۱۹۸۲ درگذشت، اما میراث او همچنان در دنیای باله و هنرهای نمایشی باقی مانده است. گروه بالهٔ رامبرت امروز نیز به عنوان یکی از معتبرترین گروه‌های باله در جهان شناخته می‌شود و تأثیرات رامبرت در دنیای رقص و باله همچنان احساس می‌شود.